# San Elizario
San Elizario è un comune (city) degli Stati Uniti d'America della contea di El Paso nello Stato del Texas. La popolazione era di 13.603 abitanti al censimento del 2010.

## Geografia fisica
San Elizario è situata a 31°34′58″N 106°15′57″W (31.582873, -106.265703).
Secondo lo United States Census Bureau, la città ha una superficie totale di 26,71 km², dei quali 26,61 km² di territorio e 0,11 km² di acque interne (0,4% del totale).

## Società

### Evoluzione demografica
Secondo il censimento del 2010, la popolazione era di 13.603 abitanti.

### Etnie e minoranze straniere
Secondo il censimento del 2010, la composizione etnica della città era formata dall'87,66% di bianchi, lo 0,11% di afroamericani, lo 0,54% di nativi americani, lo 0,1% di asiatici, lo 0% di oceanici, il 10,81% di altre razze, e lo 0,77% di due o più etnie. Ispanici o latinos di qualunque razza erano il 98,71% della popolazione.